# Родные поля (балет)
«Родные поля» — балет Николая Червинского в трёх актах. Либретто Н. Корина.

## История создания
В 1953 году известные характерные танцовщики Ленинградского театра оперы и балета имени С. М. Кирова Алексей Андреев и Нина Стуколкина, следуя курсом, начертанным классиками соцреализма, создали балет, со дня премьеры обречённый на провал и забивший первый гвоздь в крышку гроба советского драмбалета. (Право забить последние гвозди в эту крышку осталось за первопроходцами жанра, что они чуть позже с успехом и осуществили: Ростислав Захаров своим «шедевром» «В порт вошла «Россия»», а Леонид Лавровский — «Сказом о каменном цветке»).
В «Родных полях» Андреев и Стуколкина, как будто нарочно, взялись за выполнение заведомо невозможного — как нельзя воплотить в танце «Моральный кодекс строителя коммунизма», так и сюжет этого балета «не переводим» на язык хореографии. Современный зритель, да и современный балетмейстер вряд ли смогут себе представить, как прима-балерина Наталия Дудинская в партии героини в танце призывала своего жениха приехать в родной колхоз для строительства электростанции. А счастливый жених, в роли которого выступал романтический герой эпохи Константин Сергеев, танцуя выражал волнение перед защитой диплома, удовольствие по поводу его успешной защиты и сомнения, выбрать ли ему аспирантуру или колхоз…
Центральная пресса и балетная критика спектакль не приняли — слишком уж очевидны были просчёты авторов:

«Летом этого года Ленинградский театр оперы и балета имени С. М. Кирова показал свою новую работу — балет „Родные поля“ Н. Червинского — работу, вызвавшую ожесточенные споры среди ленинградских (да и не только ленинградских) работников искусства, зрителей, писателей. „Родные поля“ — это балет на современную тему. А мы все, если так можно выразиться, ревнивы к современной теме, потому что нам нет ничего дороже нашей удивительной современности, мы хотим, чтобы произведения о нашей жизни в любом виде искусства были самыми совершенными, радовали сердца наших современников, доставляли им наслаждение, помогали жить и творить. И вот, к величайшему огорчению, этого в балете „Родные поля“ нет. Драматург, а за ним и постановщик (А. Андреев) потащили в балет не поэзию, а такую „правду жизни“, которая ему противопоказана. На сцене, например, показан процесс молотьбы в совершенно „реалистических тонах“. Но при чём же здесь балет? Балерины на пуантах, подносящие снопы, выглядят странно, неестественно. Затем победившей бригаде в лице главной героини Гали вручают плакат, на котором изображено превышение плана молотьбы (дано в процентном выражении). Опять балет здесь ни при чём.»

Историк балета Лариса Абызова вспоминает, что:

«Пародии на „Родные поля“ были популярнее самого спектакля. На долгие годы название балета сделалось синонимом худших образцов жанра, а его постановщик увековечил своё имя в истории: „андреевщина“, так же как и „захаровщина“ служила понятием воинствующей идеологии исчерпавшего себя драмбалета»

Как пример натурализма этот спектакль фигурирует в энциклопедии «Балет».

## Сценическая жизнь

### Ленинградский театр оперы и балета имени С. М. Кирова
Премьера прошла 4 июня 1953 года
Балетмейстеры-постановщики Алексей Андреев и Нина Стуколкина, художник-постановщик Игорь Весёлкин, дирижёр-постановщик Евгений Дубовской
Действующие лица
- Галя — Наталия Дудинская, (затем Нинель Кургапкина)
- Андрей — Константин Сергеев, (затем А. Тукало, Аскольд Макаров)
- Сандро — Борис Брегвадзе, (затем Семён Каплан)
- Вера — Нонна Ястребова
- Маша — Татьяна Шмырова
- Фёдор — Алексей Андреев, (затем Владимир Фидлер)
- Стеша — Нина Стуколкина, (затем Ираида Утретская)
- Председатель колхоза — Ростислав Славянинов
- Пионерка — В. Осокина